# Kaggeholms gård
Kaggeholms gård è un maniero nel comune di Ekerö, nella contea di Stoccolma in Svezia.

## Storia
Il luogo è menzionato per la prima volta in un titolo fondiario del 1287. Nel corso del XVI secolo, la fattoria appartenne a membri delle famiglie Grip e Bååt.
Nel 1647, il conte Lars Kagg (1595-1661) acquistò la tenuta, situata sull'isola di Helgö nel lago Mälaren, e la chiamò Kaggeholm. Negli anni '20 del Settecento iniziò la costruzione del maniero, su disegno dell'architetto barocco Tessin il Giovane. Il castello di Kaggeholm (Kaggeholms slott) ha acquistato l'aspetto odierno a metà XIX secolo, quando subì importanti ristrutturazioni.
Il maniero è un centro congressi gestito dalla società di sviluppo immobiliare svedese Sisyfosgruppen Holding. In passato fu utilizzato dal Movimento Pentecostale Svedese come centro di formazione del liceo Kaggeholm (Kaggeholms folkhögskola).

## Nella cultura popolare
Il castello appare come collegio privato nella serie Netflix Young Royals.